# Sosis de Siracusa
Sosis de Siracusa (en llatí Sosis, en grec antic Σὥσις) fou un dirigent de Siracusa que va viure al segle III aC. Era un comerciant siracusà de naixement humil, segons Titus Livi.
Va ser un dels conspiradors que al començament del 214 aC van assassinar Jerònim de Siracusa a Leontins. Sosis i el seu còmplice Teodot es van dirigir llavors a Siracusa on va aixecar al poble i van prendre el poder excepte a la ciutadella on resistia Andranòdor de Siracusa, que Jerònim havia deixat al càrrec de la ciutat. L'endemà l'assemblea va elegir a Sosis i Teodot (entre d'altres) com a generals del poble. Finalment Andranòdor va abdicar el 213 aC i va entregar la ciutadella, però el poble no va quedar content i va ser assassinat l'any 212 aC.
Sosis va ser nomenat junt amb Dinòmenes comandant de l'exèrcit que anava en ajut de Leontins assetjada pels romans però quan va arribar ja havia caigut en mans de Marc Claudi Marcel. Va dirigir les seves forces contra els traïdors Hipòcrates i Epícides de Siracusa que s'havien refugiat a Erbessos, però l'amotinament dels seus mercenaris, que van optar per declarar-se a favor dels dos caps rebels, partidaris dels cartaginesos, va frustrar els seus plans.
Hipòcrates i Epícides es van apoderar de la ciutat l'any 213 aC. Sosis va poder fugir i es va refugiar al campament de Claudi Marcel al que va donar suport durant el setge dels romans a la ciutat de Siracusa, i durant el setge va dirigir converses amb oficials i dirigents siracusans i va organitzar la sorpresa d'Epípoles (212 aC). Per aquests serveis va ocupar un lloc preeminent en la ovació de Marcel l'any 211 aC i se li va concedir la ciutadania romana així com algunes terres a Sicília.